# KNVB Beker 1983/84
De 66ste editie van de KNVB Beker kende Feyenoord als winnaar. Het was de zesde keer dat de club de beker in ontvangst nam. Feyenoord versloeg Fortuna Sittard in de finale. Aangezien Feyenoord dit seizoen ook de Eredivisie won, heeft Feyenoord met de winst van de KNVB Beker de dubbel voltooid.
Bij deze editie van het toernooi werd gespeeld volgens het replay-systeem: bij een gelijke eindstand werd er een extra wedstrijd gespeeld en daarna pas een eventuele verlenging (in de kwartfinales en de halve finales, waarin steeds twee duels werden gespeeld, 1 thuis en 1 uit, gold bij een gelijke eindstand over twee wedstrijden genomen, de dubbeltelregel voor uit gescoorde goals niet, en werd er verlengd, zoals bij Ajax-Feyenoord 2-2, Feyenoord-Ajax 1-1 na 90 minuten, 2-1 na 120 minuten).

## Eerste ronde
| Datum          | Wedstrijd                       | Uitslag        | Scoreverloop |
| -------------- | ------------------------------- | -------------- | --- |
| 8 oktober 1983 | ACV – Roda JC                   | 0 – 7 (0 – 2)  | 15' John Eriksen 0-1, 17' Jimmy Calderwood 0-2, 51' Hans Zuidersma 0-3, 70' Hans Cremer 0-4, 80' Eugène Marijnissen 0-5, 85' Martin van Geel 0-6, 88' Hans Zuidersma 0-7 |
| 8 oktober 1983 | Barendrecht – Xerxes            | 0 – 2 (0 – 0)  | 53' Wijnand Klaver (pen) 0-1, 75' Gerrie Slotboom 0-2 |
| 8 oktober 1983 | SC Cambuur – PSV                | 2 – 2 (1 – 2)  | 2' Jurrie Koolhof 0-1, 8' Hallvar Thoresen 0-2, 33' Jos Peltzer 1-2, 58' Carlo de Leeuw 2-2 |
| 8 oktober 1983 | DOVO – Fortuna Sittard          | 2 – 4 (1 – 2)  | 13' Ben van Sas (pen) 1-0, 14' Wim Koevermans 1-1, 42' Arthur Hoyer 1-2, 47' Arjan de Witte 2-2, 65' Arthur Hoyer 2-3, 78' Arthur Hoyer 2-4 |
| 8 oktober 1983 | Drachtster Boys – DS '79        | 1 – 3 (0 – 1)  | 12' Jaap van der Wiel 0-1, 70' Geert Meijer 0-2, 75' Jan de Haan 1-2, 89' Edwin Gorter 1-3 |
| 8 oktober 1983 | Helmond Sport – FC Haarlem      | 0 – 0          | |
| 8 oktober 1983 | MVV – Vitesse                   | 1 – 0 (0 – 0)  | 51' Marcel Adam 1-0 |
| 8 oktober 1983 | NAC – Geldrop                   | 5 – 1 (3 – 0)  | 2' Hans van den Dungen 1-0, 16' Guus van der Borgt 2-0, 19' Edy de Schepper 3-0, 50' Ruud Geels 4-0, 53' Gerard Brouns 4-1, 88' Guus van Schijndel 5-1 |
| 8 oktober 1983 | N.E.C. – Excelsior              | 2 – 0 (1 – 0)  | 5' Michel Mommertz (pen) 1-0, 85' Anton Janssen 2-0 |
| 8 oktober 1983 | Noordwijk – SC Heracles '74     | 0 – 3 (0 – 2)  | 15' Hendrie Krüzen 0-1, 20' John ter Mors 0-2, 55' Jan van Staa 0-3 |
| 8 oktober 1983 | Oranje Nassau – FC VVV          | 0 – 1 (0 – 0)  | 51' Pleun Strik 0-1 |
| 8 oktober 1983 | Quick Boys – AWC                | 1 – 0 (1 – 0)  | 34' Martin van der Plas 1-0 |
| 8 oktober 1983 | Rijnsburgse Boys – Willem II    | 3 – 1 (0 – 1)  | 31' Bert Gozems 0-1, 51' Jan Hogewoning 1-1, 55' Ton Arroyo 2-1, 89' Huug Aandewiel 3-1 |
| 8 oktober 1983 | Spakenburg – FC Groningen       | 1 – 4 (0 – 1)  | 22' Jan van Dijk 0-1, 52' Ron Jans 0-2, 72' Rob McDonald 0-3, 83' Jan de Jonge 0-4, 84' Benny te Brake 1-4 |
| 8 oktober 1983 | De Treffers – IJsselmeervogels  | 1 – 1 (0 – 1)  | 31' Jaan de Graaf 0-1, 50' Wil Beyers 1-1 |
| 9 oktober 1983 | Achilles '29 – Go Ahead Eagles  | 0 – 5 (0 – 2)  | 15' Michel Boerebach 0-1, 17' Michel Boerebach 0-2, 46' Mike Small 0-3, 62' Mike Small 0-4, 75' Mike Small 0-5 |
| 9 oktober 1983 | Blerick – Eindhoven             | 1 – 0 (1 – 0)  | 8' Hans Mewiss 1-0 |
| 9 oktober 1983 | Breskens – DWS                  | 2 – 0 (1 – 0)  | 7' Bram van der Broecke 1-0, 89' Bram van der Broecke 2-0 |
| 9 oktober 1983 | DESK – Caesar                   | 3 – 3 (2 – 1)  | 3' Rinus Polderman 1-0, 33' Leo Vaessen 1-1, 40' Jos Mathijssen (pen) 2-1, 56' Joop Titaley 2-2, 70' Jack Linders 2-3, 80' Gerard Korthout 3-3 |
| 9 oktober 1983 | DHC – FC Den Haag               | 2 – 4 (0 – 1)  | 2' Ron de Roode 0-1, 47' Ron de Roode 0-2, 57' Bram Rontberg 0-3, 65' Guido Pen (pen) 0-4, 67' Peter Menheere 1-4, 69' Hans de Ruyter 2-4 |
| 9 oktober 1983 | DWV – FC Den Bosch '67          | 1 – 0 (0 – 0)  | 55' Ricky Bommels 1-0 |
| 9 oktober 1983 | Elinkwijk – SC Veendam          | 1 – 0 (1 – 0)  | 8' Casper van Leeuwen 1-0 |
| 9 oktober 1983 | Emmen – AFC                     | 3 – 0 (2 – 0)  | 22' Ted Venema 1-0, 44' Leo Driebergen (pen) 2-0, 49' Ginus Meijerink 3-0 |
| 9 oktober 1983 | De Graafschap – SVV             | 5 – 3 (3 – 1)  | 22' Cor Peitsman 1-0, 27' Ton Rosendaal 2-0, 32' Jan Könemann (pen) 2-1, 44' Cor Peitsman 3-1, 55' Jan Könemann (pen) 3-2, 58' Rob van Hemert 3-3, 70' John Leeuwerik 4-3, 82' Cor Peitsman 5-3 |
| 9 oktober 1983 | sc Heerenveen – Feyenoord       | 0 – 1 (0 – 1)  | 5' André Hoekstra 0-1 |
| 9 oktober 1983 | HOV – Ajax                      | 0 – 5 (0 – 5)  | 5' Felix Gasselich 0-1, 13' Felix Gasselich 0-2, 26' Marco van Basten 0-3, 27' Ronald Koeman 0-4, 34' Felix Gasselich 0-5 |
| 9 oktober 1983 | Longa – PEC Zwolle '82          | 1 – 4 (1 – 1)  | 21' Rini van Roon 0-1, 40' Peter van Hal 0-2, 47' Gerrit Visscher 1-2, 59' Johnny Rep 1-3, 68' Johnny Rep 1-4 |
| 9 oktober 1983 | Rohda Raalte – Sparta Rotterdam | 2 – 11 (1 – 7) | 8' Wout Holverda 0-1, 10' Edwin Olde Riekerink (pen) 0-2, 13' Ronald Lengkeek 0-3, 21' Herman Kok (pen) 1-3, 25' Edwin Olde Riekerink 1-4, 34' Edwin Olde Riekerink 1-5, 37' Ron van den Berg 1-6, 39' Ronald Lengkeek 1-7, 55' Jan Oosterwijk 2-7, 58' Ronald Lengkeek 2-8, 75' Wout Holverda 2-9, 89' Edwin Olde Riekerink 2-10, 90' Ronald Lengkeek 2-11 |
| 9 oktober 1983 | TOP – RBC                       | 1 – 1 (1 – 0)  | 13' Adriaan van Lent 1-0, 60' Geert Bouwman 1-1 |
| 9 oktober 1983 | FC Twente – Telstar             | 4 – 0 (2 – 0)  | 2' Manuel Sánchez Torres 1-0, 41' Martin Koopman 2-0, 46' Manuel Sánchez Torres 3-0, 64' Jan Sørensen 4-0 |
| 9 oktober 1983 | FC Utrecht – FC Volendam        | 1 – 0 (0 – 0)  | 81' Ben Rietveld 1-0 |
| 9 oktober 1983 | FC Wageningen – AZ '67          | 1 – 5 (1 – 2)  | 5' David Loggie 0-1, 22' Alex van der Klift 1-1, 40' Jan Gaasbeek 1-2, 53' David Loggie 1-3, 75' David Loggie 1-4, 79' Roelf-Jan Tiktak 1-5 |

replay
| Datum           | Wedstrijd                      | Uitslag                    | Scoreverloop |
| --------------- | ------------------------------ | -------------------------- | --- |
| 19 oktober 1983 | Caesar – DESK                  | 1 – 0 (0 – 0)              | 60' Ad Versteynen (e.d.) 1-0                                                                                        |
| 21 oktober 1983 | IJsselmeervogels – De Treffers | 3 – 2 (2 – 0)              | 27' Jaan de Graaf 1-0, 30' Gert Jan Faessen 2-0, 59' Hans Bergers 2-1, 71' Jaan de Graaf 3-1, 79' Rob Gillessen 3-2 |
| 26 oktober 1983 | FC Haarlem – Helmond Sport     | 2 – 1 n.v. (1 – 1) (0 – 0) | 47' Rob Hutting 0-1, 76' Chris Verkaik 1-1, 103' Piet Keur 2-1                                                      |
| 26 oktober 1983 | PSV – SC Cambuur               | 3 – 2 (2 – 2)              | 8' Jurrie Koolhof 1-0, 10' Ype Anema 1-1, 31' Ype Anema 1-2, 44' Ton Lokhoff 2-2, 73' Hallvar Thoresen 3-2          |
| 26 oktober 1983 | RBC – TOP                      | 2 – 2 n.v. (1 – 1) (1 – 0) | 36' Martin Clerx 1-0, 66' Ruud van Lith 1-1, 97' Eddie de Groot 1-2, 98' Gerrie Voets 2-2 RBC wint na strafschoppen |

## Tweede ronde
| Datum            | Wedstrijd                         | Uitslag       | Scoreverloop |
| ---------------- | --------------------------------- | ------------- | --- |
| 12 november 1983 | MVV – FC Haarlem                  | 2 – 6 (1 – 2) | 6' Jean Maas 1-0, 9' Wim Balm 1-1, 29' Wim Balm 1-2, 61' Piet Keur 1-3, 69' Bert van der Kuijl 1-4, 72' Marcel Adam 2-4, 77' Keith Masefield 2-5, 83' Peter van der Waart 2-6 |
| 12 november 1983 | N.E.C. – Quick Boys               | 0 – 0         | |
| 12 november 1983 | Roda JC – Rijnsburgse Boys        | 1 – 0 (0 – 0) | 52' Martin van Geel 1-0 |
| 12 november 1983 | IJsselmeervogels – DS '79         | 1 – 5 (1 – 3) | 8' Jaap van der Wiel 0-1, 14' Jaan de Graaf 1-1, 36' Hakim Braham 1-2, 41' Hakim Braham 1-3, 73' Hakim Braham 1-4, 87' Edwin Gorter 1-5                                       |
| 13 november 1983 | AZ '67 – Emmen                    | 6 – 1 (1 – 0) | 44' Kees (Pier) Tol 1-0, 49' Ginus Meijerink 1-1, 53' David Loggie 2-1, 57' David Loggie 3-1, 72' Roelf-Jan Tiktak 4-1, 82' Peter Arntz 5-1, 83' Kees (Pier) Tol 6-1          |
| 13 november 1983 | Blerick – PEC Zwolle '82          | 2 – 1 (1 – 0) | 5' Hans Mewiss 1-0, 53' Cees van Kooten 1-1, 85' Leo Cordang 2-1 |
| 13 november 1983 | Breskens – Caesar                 | 2 – 2 (0 – 1) | 6' Ruud Costongs 0-1, 57' Jack Linders 0-2, 62' Rudi Snouwaert 1-2, 88' Bram van der Broecke 2-2                                                                              |
| 13 november 1983 | FC Den Haag – Xerxes              | 4 – 0 (2 – 0) | 36' John Linford 1-0, 41' Bram Rontberg 2-0, 70' Guido Pen 3-0, 87' René van Delft 4-0                                                                                        |
| 13 november 1983 | Fortuna Sittard – Go Ahead Eagles | 3 – 0 (0 – 0) | 50' Anne Evers 1-0, 57' Jo Bux 2-0, 80' Huub Smeets 3-0 |
| 13 november 1983 | De Graafschap – SC Heracles '74   | 3 – 2 (0 – 0) | 56' Hans Galgenbeld 1-0, 64' Hendrie Krüzen 1-1, 78' Hans Galgenbeld 2-1, 81' Jed Kerr 2-2, 89' John Leeuwerik 3-2                                                            |
| 13 november 1983 | Sparta Rotterdam – FC VVV         | 4 – 1 (1 – 1) | 31' Edwin Olde Riekerink 1-0, 44' Frank Verbeek 1-1, 63' Ron van den Berg 2-1, 71' Ronald Lengkeek 3-1, 83' Robin Schmidt 4-1                                                 |
| 13 november 1983 | FC Twente – FC Utrecht            | 3 – 1 (1 – 1) | 11' Jan Wouters 0-1, 14' Billy Ashcroft 1-1, 73' Billy Ashcroft 2-1, 85' Evert Bleuming 3-1                                                                                   |
| 30 november 1983 | Feyenoord – Elinkwijk             | 7 – 0 (2 – 0) | 8' Pierre Vermeulen 1-0, 29' Ruud Gullit 2-0, 55' Ruud Gullit 3-0, 60' Ruud Gullit 4-0, 63' Andrej Jeliazkov 5-0, 66' Michel van de Korput (pen) 6-0, 82' André Stafleu 7-0   |
| 30 november 1983 | FC Groningen – RBC                | 4 – 0 (2 – 0) | 32' Hans van Ham (e.d.) 1-0, 43' Rob McDonald 2-0, 75' Harry Schellekens (pen) 3-0, 83' Erwin Koeman 4-0                                                                      |
| 30 november 1983 | PSV – NAC                         | 5 – 1 (2 – 1) | 13' Hans Heeren (e.d.) 1-0, 23' Hallvar Thoresen 2-0, 26' Guus van der Borgt 2-1, 62' Erik-Jan van den Boogaard 3-1, 73' Jurrie Koolhof 4-1, 85' Michel Valke 5-1             |
| 11 december 1983 | DWV – Ajax                        | 0 – 6 (0 – 2) | 8' John Bosman 0-1, 29' Dick Schoenaker 0-2, 54' Gerald Vanenburg 0-3, 59' John Bosman 0-4, 71' Ronald Koeman (pen) 0-5, 82' Winston Haatrecht 0-6                            |

replay
| Datum            | Wedstrijd           | Uitslag       | Scoreverloop |
| ---------------- | ------------------- | ------------- | --- |
| 30 november 1983 | Caesar – Breskens   | 1 – 0 (1 – 0) | 44' Jack Linders 1-0 |
| 3 december 1983  | Quick Boys – N.E.C. | 2 – 4 (0 – 2) | 19' Dick Mulderij 0-1, 44' Frans Janssen 0-2, 60' Kees van Rooyen 1-2, 82' Henk Grim 1-3, 88' Arnold Boers 2-3, 89' Anton Janssen 2-4 |

## Derde ronde
| Datum                                                 | Wedstrijd                       | Uitslag       | Scoreverloop |
| ----------------------------------------------------- | ------------------------------- | ------------- | --- |
| 8 januari 1984                                        | Blerick – AZ '67                | 1 – 6 (1 – 3) | 5' Hans Mewiss 1-0, 33' Peter Arntz 1-1, 35' Kees (Pier) Tol 1-2, 41' Kees (Pier) Tol 1-3, 68' David Loggie (pen) 1-4, 87' Ricy Talan 1-5, 89' Ricky Talan 1-6 |
| 8 januari 1984                                        | FC Den Haag – FC Twente         | 1 – 5 (0 – 3) | 5' Martien Vreijsen 0-1, 8' Jan Pouls 0-2, 20' René Roord 0-3, 58' Guido Pen 1-3, 70' Manuel Sánchez Torres 1-4, 76' Evert Bleuming 1-5                        |
| 8 januari 1984                                        | N.E.C. – DS '79                 | 1 – 1 (1 – 1) | 7' Hakim Braham 0-1, 37' Ron de Groot 1-1 |
| 11 januari 1984                                       | De Graafschap – FC Haarlem      | 0 – 1 (0 – 0) | 68' Gerrie Kleton 0-1 |
| 11 januari 1984                                       | FC Groningen – Sparta Rotterdam | 1 – 0 (0 – 0) | 70' Ron Jans 1-0 |
| 11 januari 1984                                       | PSV – Caesar                    | 5 – 0 (2 – 0) | 25' Jurrie Koolhof (pen) 1-0, 32' Huub Stevens 2-0, 53' Jurrie Koolhof 3-0, 58' Hallvar Thoresen 4-0, 83' Erik-Jan van den Boogaard 5-0                        |
| 11 januari 1984                                       | Roda JC – Fortuna Sittard       | 1 – 2 (1 – 1) | 3' Wim Koevermans 0-1, 21' René Hofman 1-1, 85' Theo van Well 1-2                                                                                              |
| 1 februari 1984 (uitgesteld duel van 25 januari 1984) | Ajax – Feyenoord                | 2 – 2 (0 – 1) | 20' Peter Houtman 0-1, 49' Frank Rijkaard 1-1, 53' Ruud Gullit 1-2, 68' Marco van Basten 2-2                                                                   |

replay
| Datum            | Wedstrijd        | Uitslag                    | Scoreverloop                                                                |
| ---------------- | ---------------- | -------------------------- | --------------------------------------------------------------------------- |
| 18 januari 1984  | DS '79 – N.E.C.  | 0 – 2 (0 – 0)              | 60' Michel Mommertz 0-1, 87' Danny Hoekman 0-2                              |
| 15 februari 1984 | Feyenoord – Ajax | 2 – 1 n.v. (1 – 1) (1 – 0) | 3' Peter Houtman 1-0, 83' Marco van Basten 1-1, 98' Peter Houtman (pen) 2-1 |

## Kwartfinales
| Datum            | Wedstrijd                | Uitslag       | Scoreverloop |
| ---------------- | ------------------------ | ------------- | --- |
| 29 februari 1984 | Fortuna Sittard – AZ '67 | 5 – 0 (3 – 0) | 42' Huub Smeets 1-0, 43' Theo van Well 2-0, 44' Tiny Ruijs 3-0, 83' Theo van Well (pen) 4-0, 85' Jo Bux 5-0                                              |
| 29 februari 1984 | FC Groningen – FC Twente | 2 – 2 (1 – 2) | 2' Billy Ashcroft 0-1, 30' Erwin Koeman 1-1, 36' Evert Bleuming 1-2, 52' Rob McDonald 2-2                                                                |
| 3 maart 1984     | FC Haarlem – PSV         | 4 – 1 (3 – 1) | 6' Frank van Leen 1-0, 14' Wim Balm 2-0, 29' Erik-Jan van den Boogaard 2-1, 44' Joop Böckling 3-1, 89' Luc Nijholt 4-1                                   |
| 4 maart 1984     | Feyenoord – N.E.C.       | 6 – 1 (4 – 1) | 1' Henk Grim 0-1, 7' André Hoekstra 1-1, 9' Ben Wijnstekers 2-1, 13' Johan Cruijff 3-1, 43' Ruud Gullit 4-1, 57' Ruud Gullit 5-1, 79' André Hoekstra 6-1 |

replay
| Datum         | Wedstrijd                | Uitslag                    | Scoreverloop                                                                   |
| ------------- | ------------------------ | -------------------------- | ------------------------------------------------------------------------------ |
| 21 maart 1984 | FC Twente – FC Groningen | 1 – 1 n.v. (1 – 1) (1 – 1) | 6' Evert Bleuming 1-0, 12' Rob McDonald 1-1 FC Groningen wint na strafschoppen |

## Halve Finales
| Datum         | Wedstrijd                      | Uitslag       | Scoreverloop                                     |
| ------------- | ------------------------------ | ------------- | ------------------------------------------------ |
| 28 maart 1984 | Feyenoord – FC Haarlem         | 1 – 1 (0 – 0) | 53' Ruud Gullit 1-0, 63' Wim Balm (pen) 1-1      |
| 28 maart 1984 | Fortuna Sittard – FC Groningen | 2 – 0 (0 – 0) | 66' Arthur Hoyer (pen) 1-0, 90' Arthur Hoyer 2-0 |

replay
| Datum         | Wedstrijd              | Uitslag       | Scoreverloop                                                                                       |
| ------------- | ---------------------- | ------------- | -------------------------------------------------------------------------------------------------- |
| 10 april 1984 | FC Haarlem – Feyenoord | 1 – 4 (0 – 2) | 2' Ruud Gullit 0-1, 40' Henk Duut 0-2, 57' Ruud Gullit 0-3, 64' Piet Keur 1-3, 86' Willy Carbo 1-4 |

## Finale
|                              |                   |               |                 |                                                                    |
| 2 mei 1984 Finale KNVB Beker | Feyenoord         | 1 – 0 (0 – 0) | Fortuna Sittard | De Kuip, Rotterdam Toeschouwers: 40.005 Scheidsrechter: Bep Thomas |
| 2 mei 1984 Finale KNVB Beker | Peter Houtman 72' |               |                 | De Kuip, Rotterdam Toeschouwers: 40.005 Scheidsrechter: Bep Thomas |

| Feyenoord | Fortuna |

| Feyenoord:     |                      |     |
|                |                      |     |
| DM             | Joop Hiele           |     |
| RB             | Ben Wijnstekers      |     |
| CV             | Michel van de Korput |     |
| CV             | Ivan Nielsen         |     |
| LB             | André Stafleu        |     |
| CM             | André Hoekstra       |     |
| CM             | Henk Duut            |     |
| AM             | Johan Cruijff        |     |
| RV             | Ruud Gullit          |     |
| SP             | Willy Carbo          | 69' |
| LV             | Stanley Brard        |     |
| Wisselspeler:  |                      |     |
| SP             | Peter Houtman        | 69' |
| Trainer:       |                      |     |
| Thijs Libregts |                      |     |

| Fortuna Sittard: |                  |     |
|                  |                  |     |
| DM               | André van Gerven |     |
| RB               | René Maessen     |     |
| CV               | Chris Dekker     |     |
| CV               | Mario Eleveld    |     |
| LB               | Wilbert Suvrijn  |     |
| CM               | Jo Bux           |     |
| CM               | Arthur Hoyer     |     |
| CM               | Wim Koevermans   |     |
| RV               | Anne Evers       |     |
| SP               | Roger Reijners   |     |
| LV               | Theo van Well    | 82' |
| Wisselspeler:    |                  |     |
| MV               | Willy Boessen    | 82' |
| Trainer:         |                  |     |
| Frans Körver     |                  |     |

| KNVB Beker 1983/84    |
| --------------------- |
| Feyenoord Zesde titel |